# 富山県学生寮

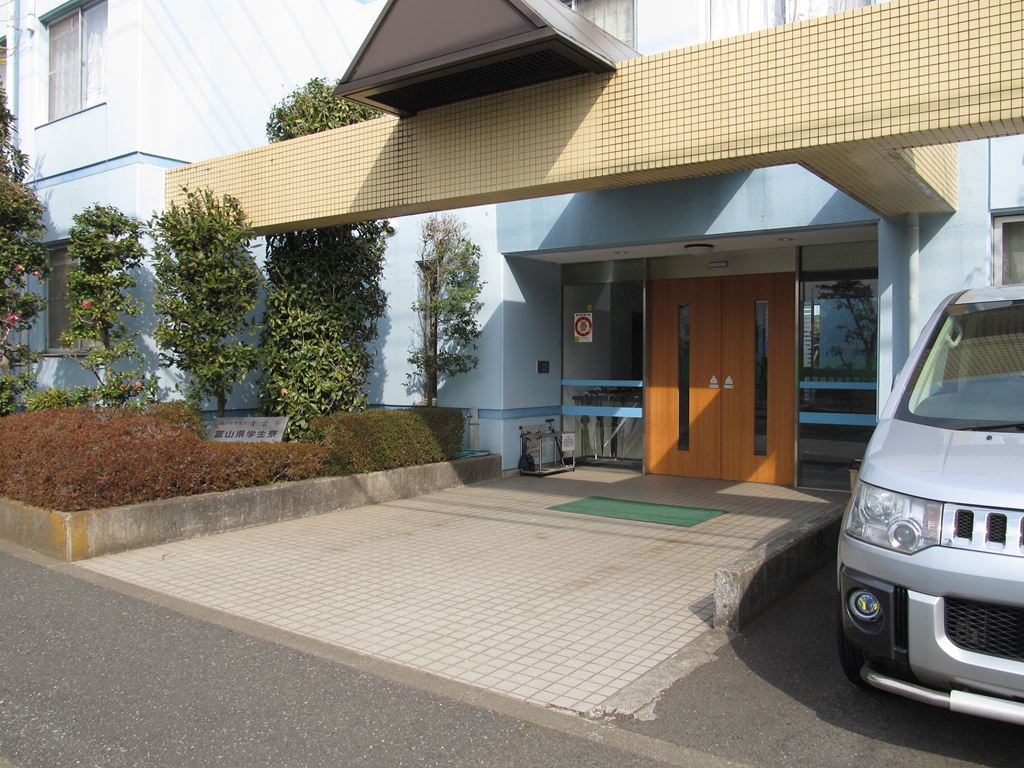
入口

富山県学生寮（とやまけんがくせいりょう）は、東京都府中市若松町四丁目に所在する男子学生寮、およびこれを運営する公益財団法人。別名は青雲寮（せいうんりょう）。富山県出身者のための県人寮である。富山県出身の政治家松村謙三が文部大臣在任時、地方出身の学生の住宅問題を憂慮し、学生寮の建設を国・都道府県・財界人などに呼びかけた際、創設された県人寮のひとつである。

## 沿革
- 1955年（昭和30年）9月
  - 富山県学生寮の建設について、当時の県知事・高辻武邦を中心に在京有志による協議がなされ、同年12月に財団法人として認可を受ける。
- 1956年（昭和31年）9月
  - 県・市町村・国の補助金のほか、有志による寄付によって集められた建設資金で、鉄筋コンクリート4階建て、 66名が入寮できる寮舎が世田谷区赤堤1丁目に竣工。
- 1986年（昭和61年）2月
  - 建物の老朽化にともない、府中市（現所在地）に着工、同年9月に新寮舎が竣工。
- 2005年（平成17年）10月
  - 創設50周年・府中移設20周年を迎え、記念式典・記念事業（大浴場改修工事）を行う。
- 2010年（平成22年）11月
  - 公益財団法人の認定を受け、財団法人から公益財団法人へ移行。

## 概要
- 所在地…東京都府中市若松町4丁目1-1
  - 京王線東府中駅から、徒歩10分
- 設備…学生室（70室）、食堂、小集会室、洗濯場、浴場、学習室（2室）
- 周辺施設…府中の森公園（府中市美術館・芸術劇場）、生涯学習センター（図書館・スポーツジム）

建物右手を人見街道が通っている。

## 寮での生活
- 学生の自主性を尊重し、寮生委員会による自治が行われている。
- 寮生委員長、副委員長、会計、書記、総務、風紀の計６名から成る。任期半年。
- サークル活動も活発で、野球部などが存在している。
- 各種ゲーム機、麻雀をはじめとする卓上ゲーム、漫画などを揃えた小集会室は寮生の憩いの場である。

## 年間行事
- 4月 入寮式、新入生歓迎コンパ、前期委員会選挙
- 6月 球技大会
- 7月 納涼祭
- 8月 保護者会（富山）
- 10月 後期委員会選挙
- 12月 寮祭、クリスマス会
- 1月 二十歳を祝う会
- 2月 卒寮を祝う会
- 3月 入寮選考（富山）、新入寮生保護者説明会

- 時期不定　防災避難訓練、寮誌『ハーモニー』の発行

また、散発的ながら数年に一度、学生有志、寮OB有志による富山県までの徒歩帰省が行われている。
- 全行程は400km以上。東京→神奈川→山梨→長野→新潟→富山と進んだ。8年前に当時の寮生が発案し、これまで3回実施された。最近では2010年8月に寮生2名が12日間で達成。

## 青雲会
卒寮生よりなる組織。卒寮生は1,100名を超え、政財界や教育界各方面に多くの人材を輩出しており、それら卒寮生で構成された青雲会によって後輩への指導・支援が行われている。

## 寮出身の著名人
- 高木繁雄（北陸銀行頭取）
- 長勢甚遠（元法務大臣）
- 広野允士（政治家）
- 三栗崇（オリンピック金メダリスト）
- 細川興一（元財務次官）
- 谷内正太郎（元外務次官）
- 坂田信久（テレビディレクター）
- 林幸秀（元文部科学審議官）